# Майк Лупика
Майк Лупика (на английски: Mike Lupica) е американски журналист колумнист и писател на произведения в жанра трилър, юношеска литература, социална драма, биография и документалистика.

## Биография и творчество
Майк Лупика е роден на 11 май 1952 г. в Онайда, Ню Йорк, САЩ. През 1964 г. семейството му се премества в Нашуа, Ню Хемпшир, където завършва гимназия през 1970 г. През 1974 г. завършва с бакалавърска степен Бостънския колеж.
След дипломирането си работи като журналист. В периода 1970 – 1974 г., докато следва, е кореспондент за „Бостън Глоуб“ и за „Бостън Феникс“. В периода 1974 – 1975 г. е колумнист за списание „Бостън“ и също пише за „Уошингтън Стар“. От 1975 г. пише за „Ню Йорк Поуст“, а от 1977 г. пише и няколко спортни колони през седмицата за вестник „Дейли Нюз“ в Ню Йорк. Характерна става неделната му колона „Стрелба от устните“, в която традиционната информация е последвана от поредица от кратки, язвителни наблюдения от седмицата в спорта. В периода 1977 – 1981 г. пише за списание „Световен тенис“. От 1987 г. пише колоната „Спортният живот“ в списание „Ескуайър“ в продължение на десет години, а после пише редовна колона за списание „Травъл“. Пише и за други списания като „Голф Дайджест“, ESPN и други. За работата си като журналист получава множество награди, включително през 2003 г. наградата „Джим Мъри“ от Националната футболна фондация. По-късно започва да пише за „Дейли Нюз“ редовната политическа колона, „Понеделници с Майк“, която е силно либерална и критична по ориентация. Напуска вестника през юли 2018 г.
Първият му роман „Мръсен въздух“ от поредицата „Питър Финли“ е издаден през 1986 г. В трилъра главен герой е телевизионният репортер от Ню Йорк Питър Финли, който разследва различни дела. Романът е номиниран за наградите „Едгар“ и „Антъни“ за най-добър първи трилър, а през 1989 г. е екранизиран във филма „Пари, власт, убийство“. Голяма част от творчеството му е за юноши и е посветена на спортна тематика за спортове като бескетбол, американски футбол, бейзбол и др. Автор е и на биографии за известни спортисти. В късната си кариера се насочва към жанра на трилъра и си сътрудничи с писателя Джеймс Патерсън.
През 2023 г. е издаден съвместният им роман „Кланът на вълците“. В историята главата на фамилията Улф (Вълк) е открит удавен в океана, а полицията в Сан Франциско подозира убийство. Според завещанието му от децата му само дъщеря му Джени наследява цялата империя, създадена от него, включително футболния отбор и многотиражния вестник. С което става мишена на онези, готови на всичко, дори да убиват, за да получат това, което искат. В разследването се намесва детектив Бен Кантор, за когото всички са заподозрени.
От 1988 г. е телевизионен водещ за предаването „Спортните репортери“ на ESPN. За кратко е домакин на собствената си шоу програма, „Шоуто на Майк Лупика“ по ESPN2.
Майк Лупика живее със семейството си в Кънектикът.

## Произведения
Самостоятелни романи
- Jump (1995)[1][2][3][4][5]
- Bump & Run (2000)
- Full Court Press (2001)
- Wild Pitch (2002)
- Red Zone (2003)
- Too Far (2004)
- Miracle on 49th Street (2006)
- The Big Field (2008)
- Million-Dollar Throw (2009)
- The Batboy (2009)
- Hero (2010)
- The Underdogs (2011)
- True Legend (2012)
- QB 1 (2013)
- Fantasy League (2014)
- Fast Break (2015)
- Last Man Out (2016)
- Lone Stars (2017)
- No Slam Dunk (2018)
- Batting Order (2019)
- The Turnover (2020)
- Triple Threat (2020)
- Defending Champ (2021)
- The Horsewoman (2021) – с Джеймс Патерсън
- The House of Wolves (2023) – с Джеймс Патерсън
Кланът на вълците, изд.: ИК „Плеяда“, София (2023), прев. Сибин Майналовски

### Поредица „Питър Финли“ (Peter Finley)
1. Dead Air (1986)[1][2][3]
2. Extra Credits (1988)
3. Limited Partner (1990)

### Поредица „Пътуващ отбор“ (Travel Team)
1. Travel Team (2004)[1][2]
2. Summer Ball (2007)

### Поредица „Жега“ (Heat)
1. Heat (2006)[1][2]
2. Strike Zone (2019)

### Поредица „Завръщането на децата“ (Comeback Kids)
1. Hot Hand (2007)[1][2][3]
2. Two-Minute Drill (2007)
3. Safe At Home (2008)
4. Long Shot (2008)
5. Shoot-Out (2010)

### Поредица „Джейн Смит“ (Jane Smith) – сДжеймс Патерсън
1. 12 Months to Live (2023)[1][2][3]
2. 8 Months Left (2024)

### Новели и разкази
- Fear the Wolf (2022) – с Джеймс Патерсън[1]

### Документалистика
- Reggie (1985) – биография на Реджи Джаксън[1][2][3][4]
- Parcells (1987) – биография на Бил Парселс
- Shooting from the Lip (1988)
- Wait Till Next Year (1988) – с Уилям Голдман
- Mad As Hell (1996)
- The Fred Book (1998) – с Фред Имус
- Summer of '98 (1999)

### Екранизации
- 1989 Money, Power, Murder – по романа Dead Air